# 有脇村
有脇村（ありわきむら）は、愛知県知多郡にあった村。現在の半田市の一部にあたる。

## 地理
知多半島の中央部に位置していた。
- 海洋：衣浦湾

## 歴史
- 1889年（明治22年）10月1日、町村制の施行により、知多郡有脇村が単独で村制施行し有脇村が発足[1][2]。大字は編成せず[2]。
- 1906年（明治39年）5月1日、知多郡亀崎町、乙川村と合併し、亀崎町が存続して廃止された[1][2]。合併後、亀崎町有脇となる[2]。

### 地名の由来
新墾（あらき）が変化したもので、新しく開墾された土地の意。

## 産業
- 農業[2]

## 教育
- 1872年（明治5年）有脇・生路・藤江3か村組合で藤江安徳寺に仮学校開校[2]。1875年（明治8年）藤江・有脇2か村組合で藤江に学校を設置[2]。1892年（明治25年）独立して有脇尋常小学校を設置[2]。